# Andrés Aznar y Naves
Andrés Aznar y Naves (Zaragoza, 1612 - Bueña, 7 de mayo de 1682) fue un religioso agustino español, catedrático de Teología en Huesca y en Lima, asistente general de su orden, obispo de Alguer, Jaca y Teruel. 

## Biografía
Hijo de Andrés y Águeda, feligreses de la parroquia de Santa María Magdalena de Zaragoza, a los doce años de edad ingresó en el convento de agustinos de su ciudad, donde tomó los votos a los veinte.
Fue catedrático de Teología en el convento de Huesca, y posteriormente fue destinado al virreinato del Perú, donde también ejerció como profesor en el Estudio General de San Ildefonso y en la Universidad de San Marcos, donde coincidió con los cronistas Antonio de la Calancha y Bernardo Torres.
En 1652 el prior general de los agustinos, Filippo Visconti, le mandó llamar a Roma y en 1654 le designó para presidir el capítulo provincial de la orden en el Reino de Aragón celebrado en Épila.  En 1655 asistió en Roma al capítulo general como definidor de la provincia de Nuestra Señora de Gracia y fue elegido asistente general de España e Indias; durante el sexenio que duraba el cargo de asistente ejerció también como calificador del Santo Oficio y consultor de la congregación del Índice, e intervino en la fase final de la canonización de Santo Tomás de Villanueva, de la que dejó escrita una memoria histórica que fue publicada en Roma en 1658.
En 1661 regresó a España y fue nombrado predicador de la corte del rey Felipe IV, aunque desempeñó el cargo poco tiempo, pues el año siguiente fue nombrado obispo de Alguer, en Cerdeña; recibió la consagración episcopal en el convento de Zaragoza de manos del obispo de Jaca Bartolomé Foncalda.  Ocho años después fue trasladado a la diócesis de Jaca y dos años más tarde a la de Teruel; como obispo turolense participó como diputado en las Cortes del Reino de Aragón celebradas en 1677-78.
Fallecido en Bueña en 1682 a los setenta años de edad cuando hacía la visita pastoral, su cuerpo fue trasladado a Teruel y sepultado en un nicho del presbiterio de la catedral de Santa María.